# Ad Vitam
Ad Vitam è un film del 2025 diretto da Rodolphe Lauga e co-scritto, co-prodotto e interpretato da Guillaume Canet.

## Trama
Franck Lazarev e Léo, incinta di 8 mesi, vivono in un appartamento parigino. Un gruppo di uomini col viso coperto e con al braccio la fascia rossa della polizia francese, fa irruzione in casa loro. Ha inizio un serrato e violentissimo combattimento, dove la coppia dimostra di sapersi difendere, ma gli aggressori sono in numero maggiore e, oltretutto, posseggono armi. 
Un lungo flashback rivela che i due coniugi sono ex agenti del GIGN, le forze speciali della Gendarmerie Nationale, e che lui ne fu espulso dopo un intervento nell'hotel "Trianon Palace" costato la vita al suo miglior amico e collega Nico, e a due presunti criminali.
Intanto, mentre la donna è trattenuta in una località segreta, Franck viene rilasciato per recuperare e consegnare ai rapitori - in cambio della vita sua e di Léo - una prova che se fosse divulgata svelerebbe un intrigo di Stato dalle gravissime conseguenze internazionali.
Per Franck è una drammatica corsa contro il tempo e contro apparati del Governo.

## Produzione
Il film è stato girato a Parigi e Versailles nella primavera 2024.

## Distribuzione
Ad Vitam è stato distribuito sulla piattaforma Netflix a partire dal 10 gennaio 2025.